# Propiedad
Propiedad è un film commedia del 1962 diretto da Mario Soffici.

## Trama
Una bella ragazza, vittima dei pettegolezzi del paese, viene difesa da un parroco di buon cuore e si innamora di un orfano.

## Produzione
Basato sull'omonimo racconto di Dalmiro Sáenz, il film rappresentò l'ultima opera di Mario Soffici.

## Accoglienza
Il quotidiano La Nación recensì favorevolmente la pellicola, definendola "Una storia amichevole, convenzionale, narrata con agilità e, soprattutto, priva di quel peso di presunzione, che purtroppo è diventato frequente tra noi (...) una commedia molto piacevole".
Il critico Homero Alsina Thevenet affermò invece: "Il risultato è molto inferiore, assomiglia ai film argentini del 1937 (...) Le situazioni sono convenzionali, i dialoghi sono eccessivi, le immagini sono poco eloquenti e tutto il prodotto respira l'aria falsa di quelle commedie di provincia che si inventano e non si osservano".
La critica pubblicata su El Mundo osservò: "L'approccio sociale che prevaleva nella storia di Dalmiro Sáenz invitava al dramma, alla frase rigida, all'atteggiamento teatrale (...) una tentazione dalla quale fortunatamente Soffici non si lasciò trascinare".